# Burg Leonberg (Marktl)
Die Burg Leonberg ist eine abgegangene mittelalterliche Höhenburg auf dem Innhochufer bei 460 m ü. NHN etwa 425 Meter südöstlich der Kirche in Leonberg, einem Ortsteil der Marktgemeinde Marktl im Landkreis Altötting in Bayern. Die Anlage wird als Bodendenkmal unter der Aktennummer D-1-7742-0008 im Bayernatlas als „befestigte Höhensiedlung mit Werkstattarealen der späten Latènezeit, Siedlung der römischen Kaiserzeit sowie zwei Burgställe des hohen und späten Mittelalters (u.a. "Burg Leonberg").“ geführt.

## Geschichte
Die Burg war Stammsitz der Grafen von Leonberg und sollte vermutlich als Zollburg dienen. 1150 wird erstmals ein „Aribo von Leumperge“ erwähnt und 1170 als Besitzer Herzog Heinrich der Löwe. Nach 1180 war die Burg im Besitz von Graf Berengar von Altendorf als wittelsbachisches Lehen. Um 1480 bis 1500 wurde die Burg aufgegeben und 1885 die Burgkapelle St. Sebastian abgebrochen. 
Von der ehemaligen Burganlage ist nichts erhalten, der Burgplatz ist teilweise in den Inn gestürzt.